# Tympanoctomys
Tympanoctomys (лат.) — род южноамериканских грызунов семейства восьмизубовых.

## Классификация
База данных Американского общества маммологов (ASM Mammal Diversity Database) признаёт в составе рода 3 вида:
- Равнинная вискачевая крыса (Tympanoctomys barrerae)
- Tympanoctomys kirchnerorum
- Tympanoctomys loschalchalerosorum

Прежде вид T. loschalchalerosorum выделялся в монотипический род Salinoctomys. Ранее к роду также относили вид T. aureus, который, на основе данных молекулярной генетики, был выделен в самостоятельный род Pipanacoctomys.
В 2002 году в состав рода был перенесён вымерший вид Tympanoctomys cordubensis (Ameghino, 1889), первоначально описанный как Pithanotomys cordubensis.